# 宇品五丁目停留場
宇品五丁目停留場（日语：／ Ujina 5-chome teiryūjō */?），又稱宇品五丁目電車站，是位於廣島縣廣島市南區宇品神田五丁目，廣島電鐵宇品線的電車站。車站編號為U15。

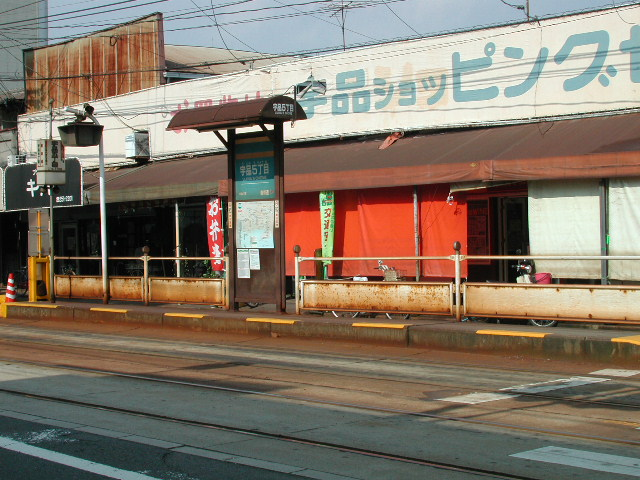
往廣島港方向的停留場（2007年7月）

## 歷史
此電車站是在1935年（昭和10年）宇品線御幸橋東詰至宇品之間路段遷移至新線時啟用。當時的電車站名為四丁目停留場（日语：／）。
在戰時1940年代，此電車站一度廢止。在1950年（昭和25年）12月再次啟用。在1960年（昭和35年），電車站改名為宇品四丁目停留場（日语：／）。在1968年（昭和43年）8月，隨著宇品町的町名變更。電車站於同年9月改名為宇品五丁目停留場，同時原本鄰站的名稱由宇品七丁目改為宇品四丁目。
- 1935年（昭和10年）12月27日 - 宇品線御幸橋東詰至宇品之間的新線開通，此站啟用。當時電車站名為四丁目停留場[2]。
- 1940年（昭和15年）後 - 電車站廢止[1]。
- 1950年（昭和25年）12月1日 - 電車站重開[2]。
- 1960年（昭和35年）3月30日 - 電車站改名為宇品四丁目停留場[2]。
- 1968年（昭和43年）9月1日 - 電車站改名為宇品五丁目停留場[2]。

## 電車站構造
電車站是建造在共用行車道上。電車站設有2面2線的相對式低地台月台（千鳥式月台），路線向南北兩邊延伸，月台之間設有路口。路口北邊是廣島港方向的下行月台，南邊是廣島站和紙屋町方向的上行月台。
由於下行月台的長度較短，因此接掛車停站時，該電車會實施選擇性車門操作，後方的車門不會打開。

### 運行系統
此電車站是宇品線電車站之一。0、1、3、5系統會駛入此站。
| 下行月台 | 1号線 · 3号線 · 5号線 | 前往廣島港           |
| 上行月台 | 0号線                 | 前往廣電本社前       |
| 上行月台 | 1号線                 | 經紙屋町前往廣島站   |
| 上行月台 | 3号線                 | 前往廣電西廣島       |
| 上行月台 | 5号線                 | 經比治山下前往廣島站 |

## 電車站周邊
電車站周邊為古老住宅區和商店。附近正在興建大型商業設施和公寓。
雖然電車站名為「宇品五丁目」，實際地點是「宇品神田五丁目」。
曾經在此電車站西南方設有國有鐵道的廣島鐵道局（在1950年起變為廣島鐵道管理局）局舍。在1936年（昭和11年）8月，於此電車站南方設有鐵道局前停留場（日语：／），該電車站為臨時電車站。該電車站在該局遷移至廣島站後方時（1952年（昭和27年））仍然存在。
- 廣島市立宇品東小學
- Dio（日语：大黒天物産）宇品店
- 大龜宇品店
- 廣島銀行宇品分店
- 紅葉銀行宇品分店
- 廣島宇品本通郵局
- 廣島都市學園大學
- 宇品購物中心 - 在戰後來自青空市場的起源的商店街[7]。

## 相鄰電車站
廣島電鐵
■宇品線
宇品四丁目（U14）－宇品五丁目（U15）－海岸通（U16）

## 注腳

## 外部連結
- 宇品五丁目 | 電車情報：電停指南 （页面存档备份，存于）（日語） - 廣島電鐵